# Jimmy Picker
James „Jimmy“ F. Picker (* 8. Juli 1949 in Queens) ist ein US-amerikanischer Animator und Filmproduzent.

## Leben
Picker wurde in Queens geboren. Er besuchte die New York University School of Arts, die er 1972 beendete. Anschließend ging er nach München und ließ sich im Bereich Knetanimation ausbilden. Er kehrte 1974 in die USA zurück und gründete hier 1975 sein eigenes Filmstudio Motionpicker. Es entstanden Knetanimationssequenzen für das Kinderfernsehen, sowie knetanimierte Kurzfilme in Stop-Motion: In Jimmy the C ließ Picker President Jimmy Carter Georgia on My Mind singen, während in Sundae in New York eine Karikatur von Ed Koch zu den Tönen von New York, New York durch New York City geht. Beide Kurzfilme wurden für einen Oscar nominiert, Sundae in New York erhielt den Preis 1984. Der bisher letzte Knetanimationsfilm Pickers, The Age of Ignorance, erschien 2010.
Neben Animationsfilmen arbeitete Picker zudem für Werbefilme, die von Motionpicker in Zusammenarbeit mit Perpetual Motion Pictures produziert wurden. Unter den Filmen war zum Beispiel mit dem Werbefilm Arnold (1980) eine Kampagne für die Will Rogers Foundation, die für mehr Sport warb. Picker war auch als Dozent an der Parson’s School of Design, The New School und The School of Visual Arts tätig.
Er lebt in Brooklyn.

## Filmografie
- 1977: Jimmy the C
- 1983: Sundae in New York
- 1985: Lanny dreht auf (Better Off Dead…) – nur Animationssequenz
- 1992: Earth Angel
- 2010: The Age of Ignorance

## Auszeichnungen (Auswahl)
- 1978: Oscarnominierung, Bester animierter Kurzfilm, für Jimmy the C
- 1984: Oscar, Bester animierter Kurzfilm, für Sundae in New York